# Амаро Парго
Амаро Родригес Фелипе и Техера Мачадо (на испански: Amaro Rodríguez Felipe y Tejera Machado; 3 май 1678 г. – 4 октомври 1747 г.), известен като Амаро Парго (на испански: Amaro Pargo), е прочут испански корсар. Той е сред най-прославилите се пирати през Златния век на пиратството.
Той е роден в Сан Кристобал де ла Лагуна на остров Тенерифе. Неговата младост е повлияна от присъствието и разрастването на пиратството на Канарските острови. Той се страхува от някои и се възхищава от други. В трюмовете на корабите си той превозвал роби, които използвал в карибските плантации. Той има голямо богатство, но благодарение на приятелството си с монахинята сестра Мария де Иисус, започва да изпълнява благотворителни дейности и проявява особен интерес към премахването на бедността. Години преди смъртта си той придобива чин на благородник – идалго. Считан е за герой от испанците, като понякога е определян като „испански еквивалент на Франсис Дрейк“. Смятан е за национален герой в Испания, най-вече поради борбата му с британците и холандците.
Умира на 4 октомври 1747 г. в родния си град. Погребан е в манастира на Сан Доминго де Гусман де Сан Кристобал де ла Лагуна.